# Новопетровка (Матвеевский район)
Новопетровка — село в Матвеевском районе Оренбургской области России. Входит в состав Новожедринского сельсовета.

## География
Село находится в северо-западной части Оренбургской области, в пределах юго-западной оконечности Бугульминско-Белебеевской возвышенности, на левом берегу реки Умирки, на расстоянии примерно 21 километра (по прямой) к югу от села Матвеевки, административного центра района. Абсолютная высота — 108 метров над уровнем моря.
Климат
Климат характеризуется как континентальный с морозной зимой и жарким летом. Среднегодовая температура составляет 2,3 — 2,9 °C. Средняя температура воздуха самого тёплого месяца (июля) — 19,4 — 20,2 °C (абсолютный максимум — 40 °C); самого холодного (января) — −15,3 — −14,7 °C (абсолютный минимум — −45 °C). Среднегодовое количество атмосферных осадков составляет 420—464 мм.
Часовой пояс
Село Новопетровка, как и вся Оренбургская область, находится в часовой зоне МСК+2. Смещение применяемого времени относительно UTC составляет +5:00.

## Население
| 2010 |
| ---- |
| 58   |

Гендерный состав
По данным Всероссийской переписи населения 2010 года в гендерной структуре населения мужчины составляли 50 %, женщины — соответственно также 50 %.
Национальный состав
Согласно результатам переписи 2002 года, в национальной структуре населения русские составляли 78 % из 82 чел.